# 奧泰斯西埃拉村 (加利福尼亞州)
奧泰斯謝拉村（英語：Oteys Sierra Village）是位於美國加利福尼亞州因約縣的一個非建制地區。該地的面積和人口皆未知。

## 地理
奧泰斯謝拉村的座標為37°21′31″N 118°27′33″W / 37.35861°N 118.45917°W，而該地的平均海拔高度為1357米（即4452英尺）。